# شهرستان جانگی‌قلعه
شهرستان جانگی‌قلعه (قزاقی: Жаңақала ауданы, جاڭاقالا اۋدانی)  یک شهرستان در قزاقستان است که در استان قزاقستان غربی واقع شده‌است. این شهرستان ۲۳۷۴۲ نفر جمعیت دارد.